# Жарковка (Томская область)
Жарковка — деревня в Шегарском районе Томской области. Входит в состав Северного сельского поселения.

## История
В 1926 году деревня состояла из 109 хозяйств, основное население — белорусы. В административном отношении являлась центром Жарковского сельсовета Кривошеинского района Томского округа Сибирского края.

## Население
| 1926 | 2002 | 2010 | 2012 | 2013 | 2014 | 2015 |
| ---- | ---- | ---- | ---- | ---- | ---- | ---- |
| 508  | ↘59  | ↘37  | ↘34  | ↘33  | ↘31  | ↘30  |
| 2021 |      |      |      |      |      |      |
| ↗41  |      |      |      |      |      |      |

## Улицы
В деревне имеются две улицы: Дачная и Центральная.